# Chirurgia

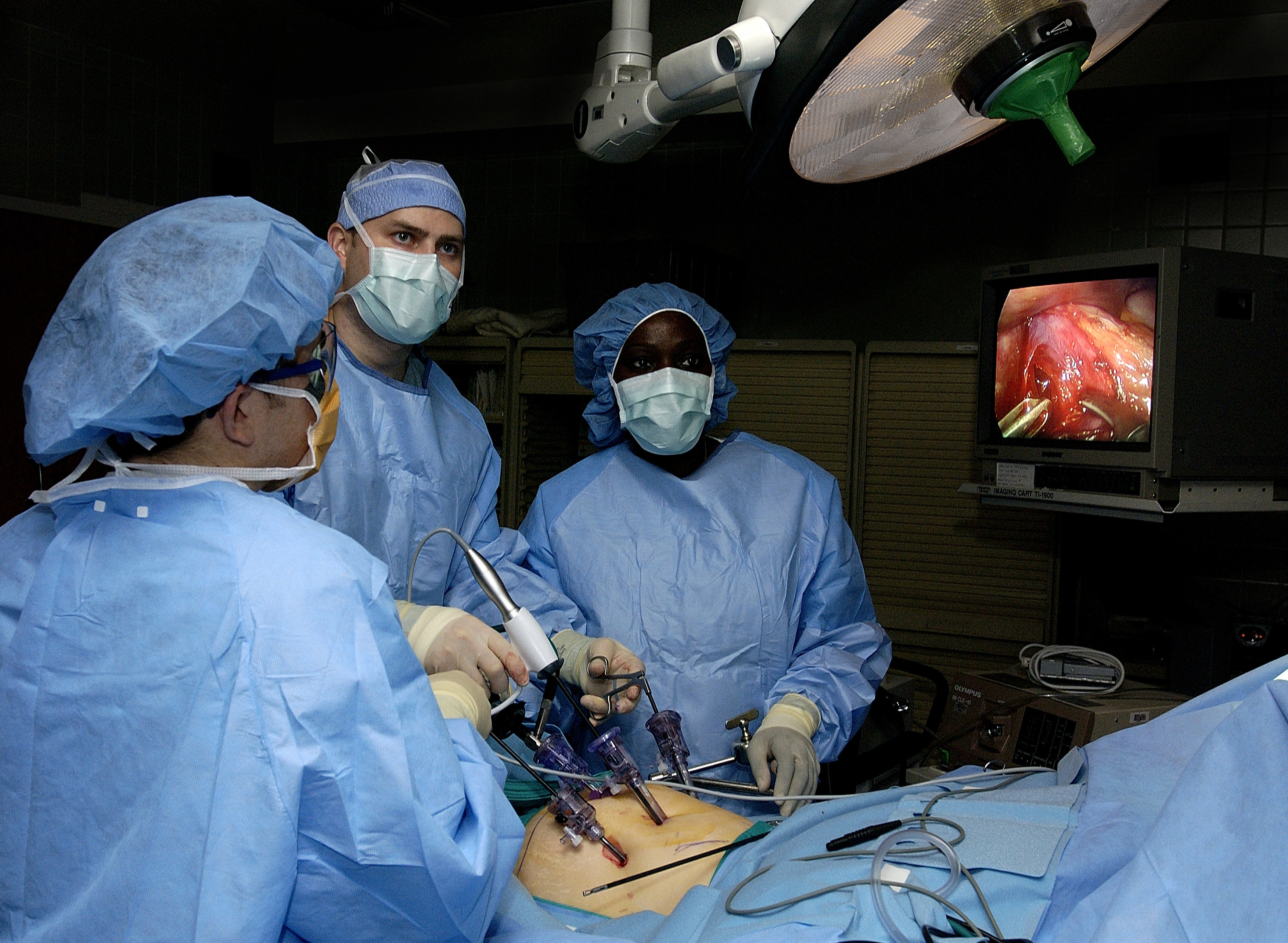
Operazione chirurgica in laparoscopia (colecistectomia)

La chirurgia (da χείρ, mano e ἔργον, opera) è una branca della medicina che utilizza tecniche manuali e strumentali per il trattamento di condizioni patologiche.
Nel corso dell'ultimo secolo, lo sviluppo delle conoscenze, la specificità di approccio a determinate malattie ed il loro incremento hanno reso necessario suddividere la chirurgia generale in numerose branche specialistiche: alcune dedicate alla medesima patologia generale (ad esempio, la chirurgia oncologica), altre volte dedicate, invece, a quella specifica d'organo o di apparato (cardiochirurgia, chirurgia orale, chirurgia toracica) o, ancora, alla medesima finalità (chirurgia plastica e ricostruttiva) o caratterizzate da tecniche peculiari (chirurgia laparoscopica, chirurgia robotica, chirurgia endoscopica).
In alcuni casi esistono, nell'ambito della stessa branca, ulteriori specializzazioni, come, ad esempio, la chirurgia della mano nell'ambito di quella ortopedica (o di quella plastica).
Trasversale a vari tipi di chirurgia, la microchirurgia prevede l'uso di strumentazione quanto mai delicata e finissima, come lenti telescopiche o microscopio con autofocus per l'ingrandimento del campo operatorio. Questo permette di ottenere la massima precisione e di minimizzare le cosiddette sequele, ovvero danni ai tessuti sani adiacenti alla zona di intervento che vengono interessati da imprecisioni oppure da una maggiore asportazione cautelativa (come avviene, ad esempio, in caso di sospetto di tumore).

## Storia

Operationes chirurgicae, 1685

Il primo a sistematizzare la chirurgia è l'asceta e medico indiano Suśruta (o Sushruta), (Devanagari सुश्रुत, un aggettivo con significato di "molto famoso"), vissuto nel 1600 a.C. circa; da lui vengono descritti settori della pratica come la neurochirurgia, la chirurgia plastica, l'ortopedia, la tossicologia, la psichiatria e la deontologia del medico.  
Le sue nozioni costituiscono le basi di molti testi come il Manusmṛti, che parlano già della variolizzazione. 
In seguito Avicenna riuscendo a conciliare la letteratura medica greca, indiana ( e indirettamente anche quella cinese ) con quella islamica riesce eseguire la prima operazione per curare la cataratta oltre che dar vita all'ottica e chirurgia moderna. In seguito alla caduta della Spagna islamica, queste conoscenze verranno trasmesse in Occidente, dove dopo la rivoluzione scientifica troveranno spazio fino a diventare uno dei fondamenti della medicina moderna. 
Nel 1761 il grande anatomista forlivese Giovanni Battista Morgagni pubblica il "De sedibus et causis morborum per anatomen indagatis", un'opera fondamentale, frutto di uno studio accurato dei reperti autoptici raccolti in decenni di attività a Bologna, Venezia e soprattutto Padova. Con lui nasce il moderno concetto di malattia.
La malattia considerata come la rottura del normale equilibrio dell'organismo, dovuta ad alterazione della struttura o funzione di uno o più organi danneggiati da agenti esterni o interni e che si manifesta con segni e sintomi caratteristici, era un concetto fino ad allora sconosciuto, a parte qualche intuizione geniale ma rimasta tale. Con conseguenze negative soprattutto sotto due aspetti: impossibilità di prevenire alcune patologie quali quelle infettive, responsabili di epidemie che hanno falcidiato l'umanità, e impossibilità di prescrivere terapie causali.

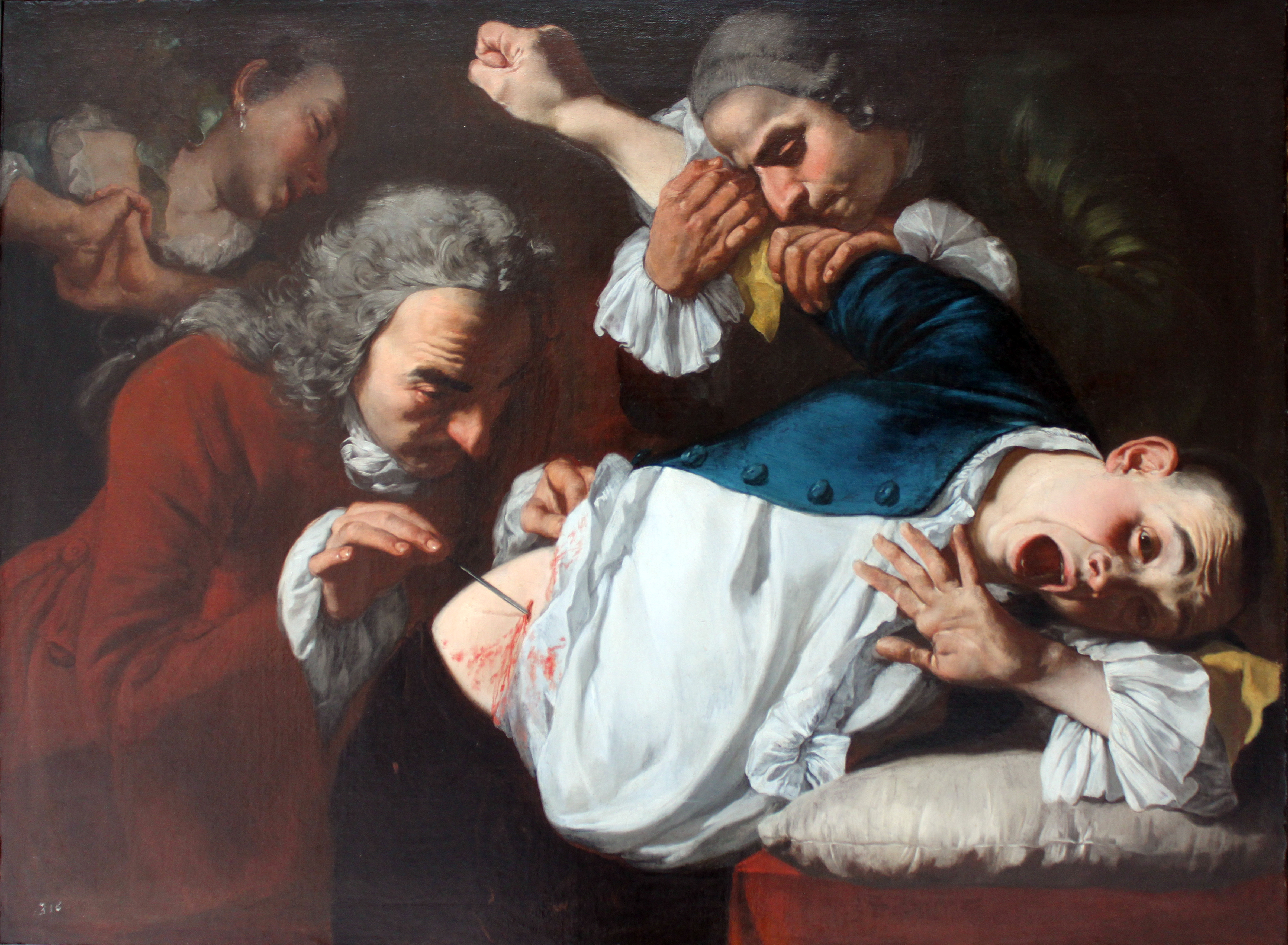
Operazione di chirurgia dipinta da Gaspare Traversi (1753)

In realtà per molte patologie il rapporto causa-effetto risultava comunque evidente, come negli episodi traumatici in cui l'evento vulnerante determinava sintomi e segni immediatamente palesi sulle strutture esterne e quindi visibili del corpo: contusioni, ferite, emorragie, fratture. Ma anche su quelle interne, come era possibile osservare nella traumatologia aperta addominale e toracica, da sempre molto frequente per gli eventi bellici che hanno ininterrottamente segnato la storia dell'uomo.
In molti altri casi invece anche se i segni della malattia risultavano evidenti (tumefazioni erniarie, gozzi tiroidei, tumori cutanei, varici e varicoceli, etc.), la loro eziologia rimaneva sconosciuta. In ogni caso, sarà stata appunto questa evidenza a sollecitare una risposta terapeutica, prima "istintiva" e poi più ragionata, che nel corso dei secoli costituirà la base empirica su cui poggia tutta la chirurgia antica. Scheletri risalenti all'epoca del neolitico mostrano esiti di fratture consolidate e di trapanazioni craniche con segni di rigenerazione ossea, testimonianza di interventi seguiti da guarigione.

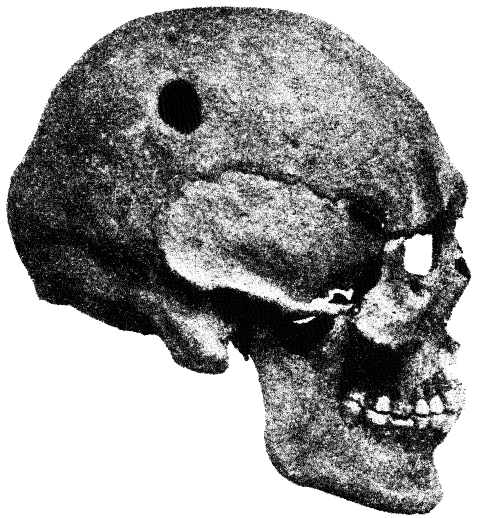
Cranio con foro da trapanazione

Così la storia documentata più antica, risalente a circa tremila anni fa, ci tramanda una chirurgia in grado di utilizzare tecniche e strumenti sempre più sofisticati, con utilizzo strumentale di leghe metalliche, e chirurghi dotati di straordinaria abilità manuale.
Una chirurgia quindi arte ancestrale, straordinariamente efficace nella sua praticità, ma relegata a un ruolo subalterno rispetto alla medicina. Così, come è possibile osservare in tutte le antiche civiltà, mentre la figura professionale del medico (il quale, incapace di spiegare la malattia, per giustificarla doveva necessariamente attingere a nozioni filosofiche, astrologiche, religiose, esoteriche che comunque lo lasciavano impotente sotto l'aspetto terapeutico) finì con l'identificarsi in quelle nobili di sacerdote, astrologo, filosofo o esoteriche di mago, sciamano, stregone, all'altro estremo si collocava il chirurgo, capace di guarire alcune patologie e di spiegarne molte, ma relegato tra le categorie volgari, quelle che praticavano le arti minori, spesso considerate sconvenienti.
Un antagonismo evidente già nel giuramento di Ippocrate, che vieterà tassativamente di "praticare il taglio della pietra", la litotomia, ritenuta atto chirurgico indegno di un medico, o che vedrà la Chiesa medioevale avocare a sé la medicina rifiutando in modo assoluto la pratica chirurgica perché cruenta e spregevole, per arrivare alla fine del XVII secolo quando ancora accadeva che un chirurgo, passando a studiare medicina per emancipare la propria condizione, era obbligato a sottoscrivere un atto notarile con il quale si impegnava a non praticare più atti operatori.
La storia della chirurgia può essere distinta, sia pure arbitrariamente, in tre fasi storiche:
- chirurgia antica, dalla preistoria alla scoperta dell'antisepsi e dell'anestesia;
- chirurgia moderna, fino alla scoperta degli antibiotici;
- chirurgia attuale, quella dei trapianti e delle grandi applicazioni tecnologiche in chirurgia.

## Caratteristiche
La chirurgia può essere identificata nella scienza che si occupa di studiare quelle malattie che potendo essere curate con le mani vengono appunto dette chirurgiche. Considerata una branca delle scienze mediche, in realtà riveste pari dignità, come testimonia la storia della sua evoluzione, delle contrapposizioni e dei percorsi diversificati rispetto alla medicina nel corso di molti secoli e la definitiva riunificazione in un corso di studi universitari comune che conferisce appunto la laurea in medicina e chirurgia.
Essa si interessa dei vari aspetti (eziologia, diagnosi, terapia) di tutte le patologie di sua pertinenza e pertanto è detta chirurgia generale. Tuttavia anche di molte malattie considerate mediche e che possono diventare chirurgiche per vari motivi: complicazioni, non responsività alla terapia farmacologica, scelte del paziente.
Prima di un intervento chirurgico in genere è richiesto il consenso informato del paziente, e una valutazione rischi-benefici dell'operazione, considerate possibili complicanze o rari esiti di sequele locali (quali cicatrici, ipotrofia o fibrosi dei tessuti, ipotonia o limitazione all'abduzione del muscolo, disestesia, alterazioni del profilo o del circolo linfatico), prevenibili con la tecnica o trattabili successivamente.
Gli interventi chirurgici si suddividono in tre macrocategorie, in elezione, d’urgenza, in emergenza.
La chirurgia elettiva può essere eseguita in regime ambulatoriale, in day surgery oppure in week surgery, è programmata, ovvero nella fase precedente all’ intervento, il paziente esegue una terapia preparatoria, atta ad ottimizzare la miglior riuscita della procedura.
La chirurgia d’urgenza deve essere eseguita entro poche ore dall'esecuzione della diagnosi, un intervento tempestivo può garantire un risultato migliore della procedura ed è necessario per salvaguardare i parametri vitali del paziente.
L'intervento chirurgico in emergenza viene eseguito entro pochi minuti dall'accertamento della diagnosi, il paziente ha almeno una delle funzioni vitali compromesse e la procedura chirurgica risulta essere l’unica risorsa per scongiurare il decesso del soggetto.

## Chirurgie specialistiche
- Cardiochirurgia
- Chirurgia dell'apparato digerente ed endoscopica
- Chirurgia d'urgenza
- Chirurgia generale
- Chirurgia maxillo-facciale
- Chirurgia odontostomatologica
- Chirurgia pediatrica
- Chirurgia plastica e ricostruttiva
- Chirurgia toracica
- Chirurgia vascolare
- Ginecologia e ostetricia
- Neurochirurgia
- Oftalmologia
- Ortopedia e traumatologia
- Otorinolaringoiatria e chirurgia cervico-facciale
- Urologia

## Argomenti specifici di storia della chirurgia
- Chirurgia della mano
- Chirurgia dello stomaco
- Ernia
- Guarigione delle ferite
- Litotomia
- Medicina
- Mastectomia
- Suturatrice meccanica
- Sutura chirurgica